# Habent sua fata libelli
Habent sua fata libelli es una frase latina. Procede de un texto, que se conserva sólo de forma fragmentaria, del gramático latino Terentianus Maurus, que probablemente vivió en la segunda mitad del siglo II. El poema De litteris, de syllabis, de metris (Sobre pronunciación, sílabas y métrica) está redactado en diferentes metros latinos, que va variando según el asunto tratado. Entre otros, utiliza hexámetros, por ejemplo en el verso 1286, que contiene las palabras que han pasado a la historia. El verso completo dice: 
Pro captu lectoris habent sua fata libelli
Según la capacidad del lector, los libros tienen su destino.
La frase se suele utilizar en el sentido de que un texto sólo puede transmitir tanto sentido cuanto la capacidad del lector esté en condiciones de comprender (en ese sentido, la frase se podría considerar un antecedente de la teoría de la recepción). Comúnmente, la primera parte de la frase se ha perdido y lo que queda se suele usar en el sentido de que los libros tienen un destino que hace que queden en la historia o desaparezcan de la memoria. También se utiliza en el sentido de que todo libro tiene una historia. 
La citada obra, la principal de este autor, estuvo olvidada durante la Edad Media. Un manuscrito con el texto fue descubierto en 1493 y desapareció poco después de que en 1497 la obra se publicara en Milán por primera vez. La edición más célebre de este período fue la del famoso impresor francés Simon de Colines en 1531.
James Joyce utiliza en A letter from Mr. Joyce to the Publisher la expresión: „[...] however, they have given my book in print a life of its own. Habent sua fata libelli!.“

## Fuente
- Se ha utilizado el artículo en la versión alemana, añadiéndole otras informaciones

- Datos: Q957557